# Тертулијан
Квинт Септимије Флоренс Тертулијан (лат. Quintus Septimius Florens Tertullianus; Картагина, око 160 — Картагина, око 225) био је хришћански апологета из Картагине.
Учио је права у Риму, путовао је по Грчкој и Малој Азији, вратио се у Картагину и постао свештеник. Тертулијан је био један од најплоднијих писаца латинске хришћанске књижевности свог доба. Најпре је био многобожац да би око 197. године прихватио хришћанство. Најкасније 207. постао је монтаниста. Доста његових списа остала је сачувана до данас. 
Кратко време по крштењу хришћанин, већи део зрелог доба је провео као монтаниста. Касније се чак говори и о тертулијанистима, што се некад тумачи да је дошао у раскорак и с монтанистичком већином. И поред свега, католичка и православна црква га сматрају једним од црквених отаца и битних раних хршћанских теолога. Берберског и феничанског порекла, он је био први хришћански аутор који је произвео опсежни корпус латинохришћанске књижевности. Он је био ранохришћански апологета и полемичар против јереси, укључујући савремени хришћански гностицизам. Тертулијан је назван „оцем латинског хришћанства“ и „оснивачем западне теологије“.
Тертулијан је вероватно најпознатији по томе што је најстарији латински писац који користи израз Тројство (Trinitas) и даје најстарије постојеће формално излагање тринитарне теологије. Он је написао своју тринитарну формулу након што је постао монтаниста, те је његова идеја у почетку одбачена као јерес од стране цркве, али је касније прихваћена као ортодоксија. Доста његових списа остало је сачувано до данас.

## Живот
Тертулиан је рођен у Картаги, око 160. године. Отац му је био војник и официр. Сам Тертулијан стиће широку солидно и широко образовање у Картаги, а посебно говорништва. Учио је права у Риму и изврсно барата правном терминологијом, што се види из његових списа, али нема доказа веродостојности о њему као о адвокату. У Риму је у јавним аренама гледао призоре мучених и умирућих хришћана, што га је подстакло на преобраћење. Око 197. преобратио се на хришћанство. Свети Јероним тврди како је био и свештеник. Неколико година касније, око 205. године, Тертулијан се прикључује харизматском хришћанском покрету монтаниста. Он признаје да је пре, док је припадао друштву психика, друкчије мислио и заступао, али је променио мишљење и није га стид јер се „нико не стиди свога напретка”.
Тертулијан се изврсно служи латинским језиком. Штавише, преводећи с грчког кује нове речи додавајући већ познатим префиксе или суфиксе. Карактеришу га жестока нарав, оштроумност, спретан говор, изразита дијалектиктичност и полемичност. Истим жаром којим је након преобраћења као католик нападао јеретике, касније је као монтаниста нападао католичку цркву.
Умро је у Картагини, око 240. године.

## Дела
Његова дела нису имала велик одјек у цркви, било због тешког стила писања било због њега као јеретика. Могла би се поделити у три групе:

### Апологетски списи
- (О народима, паганима)
- (Против Жидова)
- (Сведочанство о души)

### Догматско - полемички списи
- (Прописи за јеретике)
- (Против Хермогена)
- (Против Марциона)
- (О крштењу)
- (О души)
- (Против Праксеје)
- (О телу Христовом)

### Практично – аскетски списи
- (Мученици)
- (О круни, венцу)
- (О бегу пред прогонством)
- (О приредбама)
- (О молитви)
- (О стрпљивисти)
- (О облачењу жена)
- (Зене)
- (Побудница за чистоћу)
- (О покори)
- (О стидљивости)

## Учење
Тертулијан није дао само допринос латинској црквеној књижевности већ је имао значајну улогу у развијању теологије. У теолошка питања уводи правну терминологију, која ће касније имати битан утицај при развоју будуће научне хришћанске терминологије.
Тертулијан, након што је прихватио „ново пророчанство”, пише да је правило вере непроменљиво, али да објава може донети нове елементе за дисциплину и животно понашање хришћана: 
Правило вере једно је посвема, једино непроменљиво, и које не подлеже преобразби, тј. веровати у једнога јединога Бога свемогућега, саздатеља света, и у његовог сина Исуса Христа, рођеног из девице Марије, разапетог на крст под Понцијем Пилатом, трећи дан ускрснутог од мртвих, примленог у небеса, који сада седи о десници Очевој, који ће доћи да суди живема и мртвима, такође преко ускрснућа тела. Док остаје тај закон вере, оно друго што се тиче дисциплине и понашања, допушта новост исправка, по томе, наиме, што милост Божја делује и напредује све до свршетка.

### Етика
Тертулијан је у католичкој периоди допуштао да хришћанин сме да избегне околности које би га могле одвести на мучеништво, али након што се прикључио монтанистима написао је спис „О бегу у време прогона”, у којем је оштро осудио свако избегавање прогона и прилике за мучеништво. Он је око 211/212 године написао спис „О идололатрији” у којем се противи било каквом порицању себе као хришћанина: 
Многи кажу: Нито не мора самога себе промулгирати. А ја мислим: Ни порећи. Јер пориче сваки онај који у било којој прилици себе притајује, допуштајући да га држе за паганина. И дакако, свако је порицање идололатрија, као што је свака идололатрија порицање, било то делом или речју.
Он не само што се противи порицању, већ препоручује истицање хришћанства у свакој прилици: 
Ако је хришћанин коме дао милостињу, а овај му захвалио зазвавши на благослов каквог поганског бога, хришћанин се мора сматрати идолопоклоником ако му одмах јасно не каже да му је милостињу дао у име хришћанског Бога.
Тертулијан забрањује не само суделовање у паганским ритуалима, него и свако служење у војсци, аргументом: „Не може се једна душа дуговати двојици: Богу и Цезару”. Он изричито забацује и могућност да хришћанин буде учитељ у школама, али мисли да може бити ученик, јер „кад верник изучава те ствари, ако већ зна што је, нити прима нити прихвата”, али није иста ствар с оним који би их имао научавати. Тертулијан закључује: 
Једва би се дало замислити да би хришћанин могао обављати било какву јавну службу.
У спису „[De monogamia]” (око 213) Тертулијан најстроже забрањује другу женидбу хришћанима. Он из позиције монтанисте каже: 
Ми познајемо само једну женидбу, као што и само једнога Бога.
Тертулијан сматра да једино монтанисти имају прави став према женидби (дозвољавају само једну женидбу), говорећи да „јеретици забацују женидбу, а психици је умножавају.”

### Христологија
Посебно се истиче поука о две Христове нарави, а у апологији против докета иде корак предалеко наглашавајући посебно човечанску нарав. Изражава се против девичанства Блажене девице Марије, in partu i post partum.

### Сотириологија
Тертулијан је веран предаји и сматра како је душа човечја заражена источним грехом, а последица греха је осуда на смрт читавог људског рода. Тако је по греху у људску нарав усађена склоност на зло. Заступник је традиционизма по којем је човечанство откупљено смрћу Христовом.
Тертулијан посебно развија мисао о времену Духа, као о трећем времену, после времена Оца и после времена Сина, што је од големог значења за хришћанско поимање историје спасења. Он полази од начела да се ништа не збива „sine aetate”, и да све треба времена. То начело проналази у природи, што му служи као упоредба за развитак у подручју Божје праведности (iustitia): 
Тако је и праведност најпре била у првим заметцима, као природа која се боји Бога; одатле је преко Закона и Пророка узнапредовала у детињство - одатле је преко Еванђеља стасала у младеначко доба; сада је Параклет уређује у зрело доба.
Ова идеја се посебно учврстила међу монтанистима који су говорили о три епохе човечанства: Оца (Стари Завет), Сина (време установљења цркве) и Духа (параклета), које је њихово време.